# محوطه کودوری مجیدآباد
محوطه کودوری مجیدآباد مربوط به سده‌های میانه دوران‌های تاریخی پس از اسلام است و در شهرستان ملکان، بخش مرکزی، دهستان گاودول غربی، غرب روستای مجیدآباد واقع شده و این اثر در تاریخ ۲۷ بهمن ۱۳۸۷ با شمارهٔ ثبت ۲۴۶۸۸ به‌عنوان یکی از آثار ملی ایران به ثبت رسیده است.